# WWE-pay-per-viewevenementen 2019
Dit is een kleine overzicht van WWE-pay-per-viewevenementen in 2019 die georganiseerd en geproduceerd werden door de Amerikaanse worstelorganisatie WWE.

## Evenementen
| Evenementen                | Datum                                               | Stad                            | Locatie                             |
| -------------------------- | --------------------------------------------------- | ------------------------------- | ----------------------------------- |
| NXT UK TakeOver: Blackpool | 12 januari 2019                                     | Blackpool, Lancashire, Engeland | Empress Ballroom                    |
| NXT TakeOver: Phoenix      | 16 januari 2019                                     | Phoenix, Arizona                | Talking Stick Resort Arena          |
| Worlds Collide             | 26 & 27 januari 2019 Uitgezonden op 2 februari 2019 | Phoenix, Arizona                | Phoenix Convention Center           |
| Royal Rumble               | 27 januari 2019                                     | Phoenix, Arizona                | Chase Field                         |
| Halftime Heat              | 3 februari 2019                                     | Orlando, Florida                | WWE Performance Center              |
| Elimination Chamber        | 17 februari 2019                                    | Houston, Texas                  | Toyota Center                       |
| Fastlane                   | 10 maart 2019                                       | Cleveland, Ohio                 | Quicken Loans Arena                 |
| NXT TakeOver: New York     | 5 april 2019                                        | Brooklyn, New York              | Barclays Center                     |
| WrestleMania 35            | 7 april 2019                                        | East Rutherford, New Jersey     | MetLife Stadium                     |
| The Shield's Final Chapter | 21 april 2019                                       | Moline, Illinois                | TaxSlayer Center                    |
| Money in the Bank          | 19 mei 2019                                         | Hartford, Connecticut           | XL Center                           |
| NXT TakeOver: XXV          | 1 juni 2019                                         | Bridgeport, Connecticut         | Webster Bank Arena                  |
| Super ShowDown             | 7 juni 2019                                         | Djedda, Mekka, Saoedi-Arabië    | King Abdullah International Stadium |
| Stomping Grounds           | 23 juni 2019                                        | Tacoma, Washington              | Tacoma Dome                         |
| Evolve 131                 | 13 juli 2019                                        | Philadelphia, Pennsylvania      | 2300 Arena                          |
| Extreme Rules              | 14 juli 2019                                        | Philadelphia, Pennsylvania      | Wells Fargo Center                  |
| Smackville                 | 27 juli 2019                                        | Nashville, Tennessee            | Bridgestone Arena                   |
| NXT TakeOver: Toronto      | 10 augustus 2019                                    | Toronto, Ontario, Canada        | Scotiabank Arena                    |
| SummerSlam                 | 11 augustus 2019                                    | Toronto, Ontario, Canada        | Scotiabank Arena                    |
| NXT UK TakeOver: Cardiff   | 31 augustus 2019                                    | Cardiff, Glamorgan, Wales       | Motorpoint Arena Cardiff            |
| Clash of Champions         | 15 september 2019                                   | Charlotte, North Carolina       | Spectrum Center                     |
| Hell in a Cell             | 6 oktober 2019                                      | Sacramento, Californië          | Golden 1 Center                     |
| Crown Jewel                | 31 oktober 2019                                     | Riyad, Riyad, Saoedi-Arabië     | King Fahd International Stadium     |
| NXT TakeOver: WarGames     | 23 november 2019                                    | Rosemont, Illinois              | Allstate Arena                      |
| Survivor Series            | 24 november 2019                                    | Rosemont, Illinois              | Allstate Arena                      |
| Starrcade                  | 1 december 2019                                     | Duluth, Georgia                 | Infinite Energy Center              |
| TLC                        | 15 december 2019                                    | Minneapolis, Minnesota          | Target Center                       |